# Rancho Nuevo, Huejutla de Reyes
Rancho Nuevo är en ort i Mexiko.   Den ligger i kommunen Huejutla de Reyes och delstaten Hidalgo, i den sydöstra delen av landet, 190 km norr om huvudstaden Mexico City. Rancho Nuevo ligger 310 meter över havet och antalet invånare är 108.
Terrängen runt Rancho Nuevo är huvudsakligen kuperad, men åt sydväst är den bergig. Runt Rancho Nuevo är det ganska tätbefolkat, med 248 invånare per kvadratkilometer. Närmaste större samhälle är Huejutla de Reyes, 12,1 km nordost om Rancho Nuevo. I omgivningarna runt Rancho Nuevo växer i huvudsak städsegrön lövskog.